# Ambiancé
Pour plus de détails, voir Fiche technique et Distribution.
Ambiancé est un film expérimental suédois conçu et réalisé par Anders Weberg et supposément sorti en 2020.
La version intégrale du film, dont la durée supposée est de 720 heures — soit 30 jours, n'est finalement jamais projetée.
Anders Weberg prévoyait de détruire la seule copie existante du film une fois la première projection du film achevée. Selon lui, cela en ferait « le plus long film réalisé qui n'existe pas ». Il déclare également qu'il s'agira de son dernier film. C'est le deuxième plus long film jamais réalisé après un autre film expérimental suédois : Logistics (2012) réalisé par Erika Magnusson et Daniel Andersson.

## Synopsis
Le film est supposé être un voyage surréel semi-autobiographique du réalisateur, composé à partir de témoignages et souvenirs, explorant la relation du réalisateur au cinéma. Le film aurait été non-linéaire, basé sur une trame sensorielle et mémorielle, allant de souvenirs en émotions, comme en un rêve. Il aborderait les thèmes de la vie, de la mort, du pouvoir, de l'amour, de la fuite, etc., Les deux extraits du film encore disponibles montrent une composition extrêmement variée allant du plan fixe d'une heure en noir et blanc à des superpositions d'images aux couleurs fortement modifiées,.

## Fiche technique
- Titre original : Ambiancé
- Réalisation : Anders Weberg
- Scénario : Anders Weberg
- Musique : Martin Juhls aka Marsen Jules (de)
- Photographie : Anders Weberg
- Montage : Anders Weberg
- Pays de production :  Suède
- Langue originale : suédois
- Format : couleur
- Genre : documentaire, expérimental
- Durée : 720 heures
- Dates de sortie :
  - Suède : 2020[7] (Aucune diffusion publique)

## Distribution
- Niclas Hallberg
- Stina Pehrsdotter

## Développement et diffusion
Anders Weberg explique qu'il a réalisé Ambiancé pour protester contre la recréation de vieux films classiques.
En 2016, Weberg affirme avoir terminé 400 heures de séquences et que, pour terminer le film avant sa date de sortie, il doit filmer 7 à 8 heures de séquences brutes chaque semaine. Weberg sort deux bandes-annonces du film, dont la première, diffusée en 2014, dure 72 minutes. La deuxième bande-annonce, sortie en 2016, dure 439 minutes (soit 7 heures et 19 minutes) et Weberg annonce alors qu'il sortira une bande-annonce de 72 heures en 2018. Mais cette version n'aboutit jamais,. La deuxième bande-annonce consiste en une seule prise et ne comporte aucune coupure.
Une projection de la version intégrale du film est prévue le 31 décembre 2020 de façon simultanée dans plusieurs musées à travers le monde, mais l'évènement n'a finalement pas lieu et Weberg diffuse le jour même sur son site un court message indiquant « C'est fini ».